# Iridomyrmex hesperus
Iridomyrmex hesperus is een mierensoort uit de onderfamilie van de Dolichoderinae. De wetenschappelijke naam van de soort is voor het eerst geldig gepubliceerd in 1993 door Shattuck.